# Honeysuckle Sweet
Honeysuckle Sweet è l'album di debutto della cantante statunitense di genere country Jessi Alexander, pubblicato dall'etichetta discografica Columbia il 1º marzo 2005.

## Tracce
1. Honeysuckle Sweet (Alexander, J.; Barris, S.) 4:38
2. Make Me Stay or Make Me Go (Alexander, J.; Anderson, A.; Nicholson, G.) 3:13
3. This World Is Crazy (Alexander, J.; Louris, G.; Nicholson, G.) 4:13
4. I'd Run Right Back to You (Alexander, J.) 3:08
5. Unfulfilled (Alexander, J.; Cunningham, A.) 5:06
6. Holdin' Back Your Love (Alexander, J.; Barris, S.) 4:12
7. Can You Make It Feel Right (Alexander, J.; Sherrill, J.S.; Nicholson, G.) 4:01
8. Everywhere (Alexander, J.; Tench, B.) 3:58
9. Reasons to Run (Alexander, J.; Nicholson, G.) 4:26
10. The Long Way (Alexander, J.; Scott, D.; Nicholson, G.) 3:51
11. Canyon Prayer (Alexander, J.; Nicholson, G.) 4:23